# Stoyan Danev
Stoyan Petrov Danev (en búlgaro: Стоян Петров Данев; Şumnu, Imperio otomano, 28 de enero de 1858-30 de julio de 1949) fue un destacado político liberal búlgaro que desempeñó en dos ocasiones el cargo de primer ministro.
Se licenció en Derecho en las universidades de Heidelberg y París. Desempeñó diversos cargos ministeriales, entre ellos el de ministro de Asuntos Exteriores, y destacó como decidido partidario de la Rusia imperial. El primer gobierno de Danev (que empezó el 4 de enero de 1902) estuvo marcado por la cuestión macedonia. Trayko Kitanchev había fundado en  Sofía el denominado Comité Supremo Macedonio, que deseaba arrebatar esta región al Imperio otomano. En 1902 el grupo desencadenó una revuelta en el valle del Estrimón que los otomanos lograron sofocar; Danev, por consejo de Rusia, prohibió el movimiento secesionista macedonio. El problema macedonio complicó el resto del periodo que permaneció al frente del Consejo de Ministros. Fue precisamente el miedo a un gran levantamiento macedonio y su hostilidad a las belicosas bandas macedonias —que contaban con cierto predicamento entre la población— lo que determinó su destitución en 1903. Lo sustituyó en el cargo el general Racho Petrov.
Danev fue luego ministro en varios gobiernos moderados de coalición y firmó el Tratado de Londres de 1913. Cuando fue palmario que el zar Fernando no pretendía cumplirlo, Ivan Evstratiev Geshov cedió la Presidencia del Gobierno a Danev. Este nuevo periodo al frente del Consejo de Ministros fue, empero, breve. 
Fue el primer ministro más longevo de la historia del país, pues murió con ciento tres años.